# Wiktor Wojtas
Wiktor „TaZ” Wojtas (* 6. června 1986 Varšava) je polský profesionální hráč elektronického sportu ve hře Counter-Strike: Global Offensive. Jeho kariéra začala v roce 2004 v týmu Pentagram. Od 25. ledna 2014 byl kapitánem sekce Counter-Strike v týmu Virtus.Pro. Dne 6. února 2018 přestal hráč působit v aktivní sestavě týmu a 13. března téhož roku opustil Virtus.pro a přestoupil do polského Team Kinguin, kde působí jako in-game leader.